# Glenelg Shire
Glenelg Shire is een Local Government Area (LGA) in Australië in de staat Victoria. Glenelg Shire telt 20.337 inwoners. De hoofdplaats is Portland.